# Гаттіг (Арканзас)
Гаттіг (англ. Huttig) — місто (англ. city) в США, в окрузі Юніон штату Арканзас. Населення — 448 осіб (2020).

## Географія
Гаттіг розташований на висоті 31 метр над рівнем моря за координатами 33°2′26″ пн. ш. 92°10′47″ зх. д. / 33.04056° пн. ш. 92.17972° зх. д. (33.040516, -92.179824).  За даними Бюро перепису населення США в 2010 році місто мало площу 7,97 км², з яких 7,71 км² — суходіл та 0,26 км² — водойми.

## Демографія
Згідно з переписом 2010 року, у місті мешкало 597 осіб у 243 домогосподарствах у складі 160 родин. Густота населення становила 75 осіб/км².  Було 304 помешкання (38/км²). 
Расовий склад населення:
| - 51,8 % — чорних або афроамериканців - 45,1 % — білих - 1,2 % — корінних американців |

До двох чи більше рас належало 1,2 %. Іспаномовні складали 1,2 % від усіх жителів.
За віковим діапазоном населення розподілялося таким чином: 22,3 % — особи молодші 18 років, 64,6 % — особи у віці 18—64 років, 13,1 % — особи у віці 65 років та старші. Медіана віку мешканця становила 40,6 року. На 100 осіб жіночої статі у місті припадало 92,6 чоловіків;  на 100 жінок у віці від 18 років та старших — 90,2 чоловіків також старших 18 років.
Середній дохід на одне домашнє господарство  становив 41 116 доларів США (медіана — 30 179), а середній дохід на одну сім'ю — 46 158 доларів (медіана — 35 625). За межею бідності перебувало 21,4 % осіб, у тому числі 33,6 % дітей у віці до 18 років та 0,0 % осіб у віці 65 років та старших.
Цивільне працевлаштоване населення становило 193 особи. Основні галузі зайнятості: виробництво — 45,1 %, мистецтво, розваги та відпочинок — 9,8 %, будівництво — 9,8 %.
За даними перепису населення 2000 року в Гаттігу проживала 731 особа, 197 сімей, налічувалося 282 домашніх господарств і 321 житловий будинок. Середня густота населення становила близько 91,4 осіб на один квадратний кілометр. Расовий склад Гаттіг за даними перепису розподілився таким чином: 48,7 % білих, 48,43 % — чорних або афроамериканців, 0,82 % — корінних американців, 0,14 % — вихідців с тихоокеанських островів, 1,09 % — представників змішаних рас, 0,82 % — інших народів. Іспаномовні склали 1,5 % від усіх жителів міста.
З 282 домашніх господарств в 32,6 % — виховували дітей віком до 18 років, 50,4 % представляли собою подружні пари, які спільно проживали, в 16,7 % сімей жінки проживали без чоловіків, 29,8 % не мали сімей. 28 % від загального числа сімей на момент перепису жили самостійно, при цьому 12,4 % склали самотні літні люди у віці 65 років та старше. Середній розмір домашнього господарства склав 2,59 особи, а середній розмір родини — 3,22 особи.
Населення міста за віковим діапазоном за даними перепису 2000 року розподілилося таким чином: 25,9 % — жителі молодше 18 років, 8,9 % — між 18 і 24 роками, 29,4 % — від 25 до 44 років, 22,7 % — від 45 до 64 років і 13,1 % — у віці 65 років та старше. Середній вік мешканця склав 36 років. На кожні 100 жінок в Гаттігу припадало 96 чоловіків, у віці від 18 років та старше — 88,9 чоловіків також старше 18 років.
Середній дохід на одне домашнє господарство в місті склав 25 284 долара США, а середній дохід на одну сім'ю — 32 000 доларів. При цьому чоловіки мали середній дохід в 31 375 доларів США на рік проти 18 056 доларів середньорічного доходу у жінок. Дохід на душу населення в місті склав 12 215 доларів на рік. 16,1 % від усього числа сімей в окрузі і 16,2 % від усієї чисельності населення перебувало на момент перепису населення за межею бідності, при цьому 23,1 % з них були молодші 18 років і 11,3 % — у віці 65 років та старше.

## Відомі жителі
- Дейзі Бейтс — борець за громадянські права.
- Флойд Крамер — піаніст.